# Dinamarca en los Juegos Europeos
Dinamarca en los Juegos Europeos está representada por la Federación Deportiva de Dinamarca, miembro de los Comités Olímpicos Europeos. Ha obtenido un total de 37 medallas: 14 de oro, 10 de plata y 13 de bronce.

## Medalleros

### Por edición
| Evento        | Oro | Plata | Bronce | Total |
| ------------- | --- | ----- | ------ | ----- |
| Bakú 2015     | 4   | 3     | 5      | 12    |
| Minsk 2019    | 3   | 2     | 3      | 8     |
| Cracovia 2023 | 7   | 5     | 5      | 17    |
| TOTAL         | 14  | 10    | 13     | 37    |

### Por deporte
| Evento          | Oro | Plata | Bronce | Total |
| --------------- | --- | ----- | ------ | ----- |
| Bádminton       | 7   | 3     | 3      | 13    |
| Balonmano playa | 1   | 0     | 1      | 2     |
| Boxeo           | 1   | 0     | 0      | 1     |
| Ciclismo        | 1   | 0     | 0      | 1     |
| Esgrima         | 0   | 1     | 0      | 1     |
| Natación        | 0   | 0     | 3      | 3     |
| Piragüismo      | 3   | 2     | 3      | 8     |
| Taekwondo       | 1   | 0     | 1      | 2     |
| Tenis de mesa   | 0   | 1     | 0      | 1     |
| Teqball         | 0   | 0     | 1      | 1     |
| Tiro            | 0   | 1     | 0      | 1     |
| Tiro con arco   | 0   | 2     | 1      | 3     |
| TOTAL           | 14  | 10    | 13     | 37    |